# Introligatorstwo

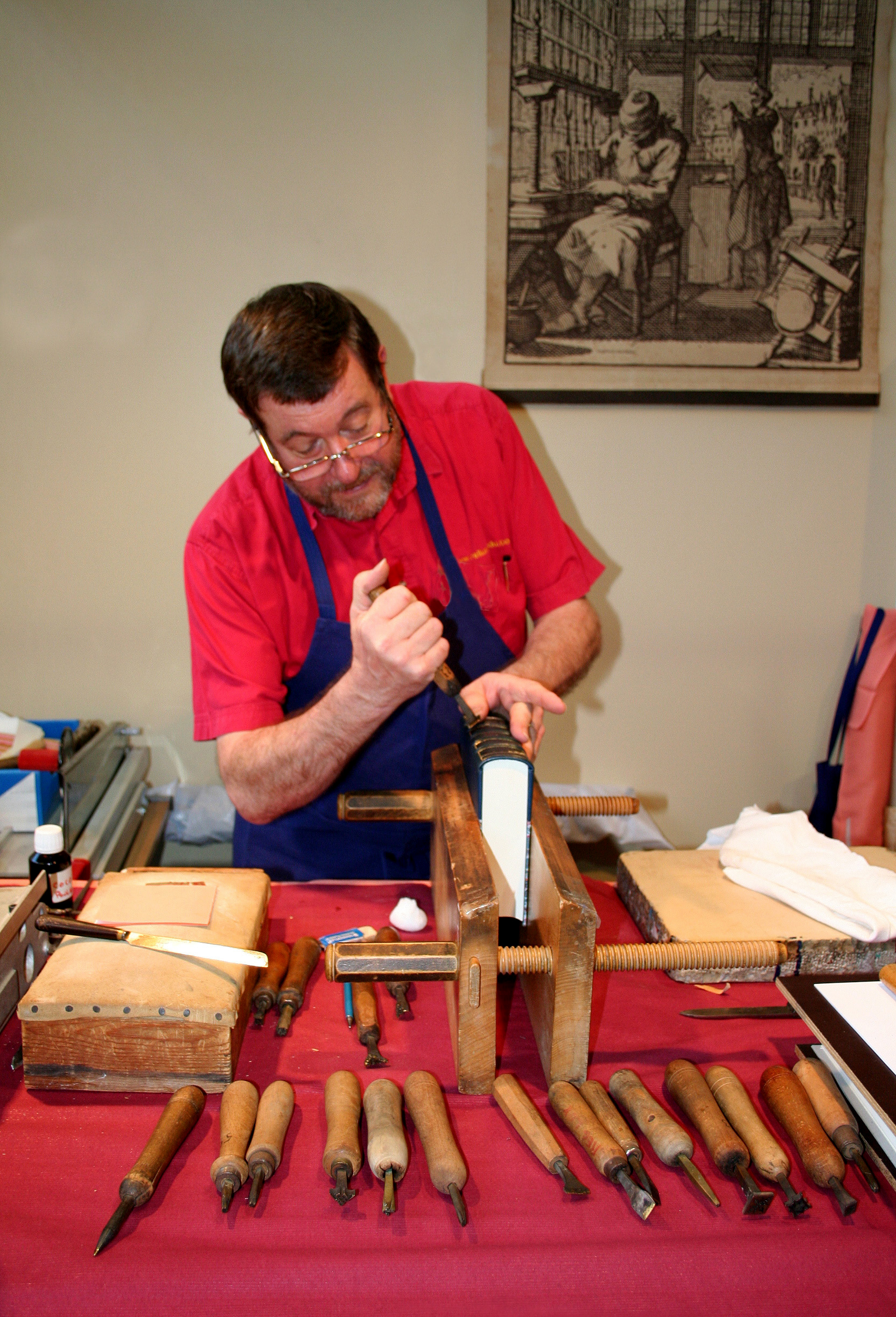
Introligator przy pracy

Introligatorstwo ( z łac. intro „do środka” + ligare „związywać”) – rodzaj rzemiosła lub dział przemysłu poligraficznego zajmujący się wytwarzaniem opraw i oprawianiem druków (broszur, książek, czasopism), czyli wykończeniem materiałów drukowanych. Projekty (makiety) publikacji dostarczają wydawnictwa. Rzemieślnik trudniący się tym zajęciem to introligator.
W Polsce introligatorstwo rozwijało się od późnego średniowiecza przy klasztorach.